# Erlanger Magazinbeute
Die Erlanger Magazinbeute (EMB) ist eine besondere Form der Beute, die von der Bayerischen Landesanstalt für Bienenzucht in Erlangen (heute: Fachzentrum Bienen, Bayerische Landesanstalt für Weinbau und Gartenbau, Veitshöchheim) entwickelt wurde. In ihren Anfängen geht sie bis auf die von Enoch Zander 1911/12 entwickelte Beute mit dem Wabenmaß „Zander“ zurück. Die EMB vereinigt in sich alle Teile, die zum Imkern notwendig sind: Boden, drei Zargen, Futtereinrichtung und Deckel. Der Boden ermöglicht es dem Imker, die Kontrolle der Varroamilbe und die entsprechende Behandlung einfach und ohne direkten Kontakt zu den Bienen durchzuführen. Der offene Gitterboden ist auch sehr günstig für die trockene, gesunde Überwinterung der Bienen, und die Randwaben verschimmeln weniger.

## Beschreibung
Die Kastenwände sind aus 27 mm dickem Nadelholz (Fichten-Massivholz, Weymouth-Kiefer ist leichter). Der Deckel ist mit 30 mm Styropor wärmegedämmt. Das Bodengitter besteht aus Edelstahl, wegen der Behandlung der Bienenvölker gegen die Varroamilbe mit verschiedenen Säuren. Da die Beute in der Regel im Freien steht, braucht sie einen Außenanstrich, aber kein Bienenhaus. Eine Abdeckung zum Schutz gegen Sonne, Regen und Schnee ist sinnvoll. In den beiden unteren Zargen befindet sich der Brutraum der Bienen. In jeder Zarge finden neun Rähmchen im Zandermaß von 20 × 40 cm Platz. Der oben aufgesetzte Honigraum ist durch ein Absperrgitter vom Brutraum getrennt, so dass die Königin und die Drohnen nicht in den Honigraum gelangen können. Für bestimmte imkerliche Maßnahmen (Füttern, Ablegerbildung, Vereinigung von Völkern, Schwarmvorwegnahme durch Volksteilung) gibt es noch ein Trenn- oder Duftgitter, das bienenundurchlässig ist. Verwendet man zur Honigernte eine Bienenflucht, verlassen die Bienen von selbst den Honigraum, weil sie dem Königinduft (dem sog. Pheromon) folgen. Sie müssen also nicht abgekehrt oder ausgeblasen werden. Das Verfahren wirkt in trachtloser Zeit auch der Räubereigefahr entgegen. Allerdings darf keinerlei Brut im Honigraum sein, sonst bleiben die Bienen auf ihr sitzen und ziehen nicht nach unten.
Für die EMB gibt es eine Reihe von Zusatzgeräten, die die Arbeit mit den Bienen erleichtern. Das sind zum Beispiel das Futtergeschirr zum bienenfreien Füttern, der Versorger zum Füttern und Unterbringen von Apidea-Rähmchen aus den Begattungskästchen und der Viererboden zur Königinnenzucht und zur Ablegerbildung. Das Flugloch lässt sich zum Schutz gegen Räuberei oder Mäuse durch einen Flugkeil verkleinern und zum Wandern ganz verschließen. Das Besondere an der EMB sind die Kippbeschläge, die es erlauben, zur Schwarmkontrolle die beiden Bruträume voneinander zu trennen, ohne einzelne Magazinteile abzuheben.